# Mirta Núñez
Mirta Núñez y Díaz-Balart es una historiadora de ascendencia cubana y nacionalidad española.

## Breve biografía
Mirta Núñez Díaz-Balart nace en una familia marcada por la historia: su padre, el abogado Emilio Núñez Blanco –fallecido en Madrid el 6 de junio de 2006– era un notorio anticastrista; su madre, Mirta Díaz-Balart, fue la primera esposa de Fidel Castro. Así, Mirta Núñez era al mismo tiempo hermana del único hijo "oficial" del presidente cubano, Fidel Castro Díaz-Balart (1949-2018), y prima de dos congresistas republicanos estadounidenses, los hermanos Lincoln y Mario Díaz-Balart.
Mirta Núñez se licenció en la Facultad de Ciencias de la Información de la Universidad Complutense en 1983, con la tesina "La Prensa de las Brigadas Internacionales" y en octubre de 1988 leyó su tesis doctoral, titulada "La prensa de guerra en la zona republicana durante la Guerra Civil española (1936-1939)", dirigida por José Altabella Hernández. Tesis muy documentada –6 volúmenes y 2683 páginas– será en parte publicada por esa Universidad al año siguiente y editada cuatro años más tarde con el mismo título.
 A partir de entonces empieza una larga serie de publicaciones.
Mirta Núñez es profesora titular en el Departamento de Historia de la Comunicación Social, en la Universidad Complutense de Madrid, del cual es la actual directora.

## Obra
La obra de la profesora Núñez gira alrededor de dos ejes:
- La propaganda y la prensa durante la guerra civil española
- Las víctimas del franquismo a lo largo de la Dictadura haciendo hincapié en las más vulnerables: niños y mujeres.

Es muy notable la aportación de esta historiadora a partir de información primaria: destaquemos su estudio, con Antonio Rojas Friend, de los fusilamientos en Madrid tras la guerra civil.

### Libros
- La disciplina de la conciencia: las Brigadas Internacionales, Barcelona, Flor del Viento, 2006, ISBN 84-96495-12-4; ISBN 978-84-96495-12-8
- Mujeres caídas: prostitutas legales y clandestinas en el franquismo, prólogo de Rafael Torres, Madrid, Oberon, 2003. ISBN 84-96052-23-0
- Los años del terror; la estrategia de dominio y represión del general Franco, Madrid, La Esfera de los Libros, 2004. ISBN 84-9734-179-1
- La prensa de guerra en la zona republicana durante la Guerra Civil española (1936-1939), Madrid, La Torre, 1992, 3 v. ISBN 84-7960-038-1. Es ampliación de: La prensa de guerra en la zona republicana durante la Guerra Civil española (1936-1939), Madrid, Universidad Complutense, 1989, 2 v. Colección Tesis Doctorales n.º 278/89. DL M 38486-1989
- Javier Bueno, un periodista comprometido con la revolución, Madrid, Fundación Banco Exterior, 1987, ISBN 84-7434-162-0

### Libros en coautoría
- Con Antonio Rojas Friend, Consejo de guerra: los fusilamientos en el Madrid de la posguerra, 1939-1945, dibujos de José Robledano, Madrid, Compañía Literaria, 1997, ISBN 84-8213-061-7

### Prólogos
- Rafael Torres, Los esclavos de Franco, prólogo de Mirta Núñez Díaz-Balart, Madrid, Oberon, 2000. ISBN 84-207-4391-7 (varias reediciones).

### Dirección y coordinación de títulos
- El día después: España y sus ex colonias tras el "desastre" del 98, dirección, Mirta Núñez Díaz-Balart; coord. Antonio Rojas, Madrid, Argés, 1998, ISBN 84-923190-3-8
- José Altabella, libro homenaje, coord. Mirta Núñez Díaz-Balart, Agustín Martínez de la Heras, Rosa Cal Martínez, Madrid, Facultad de Ciencias de la Información, 1997. ISBN 84-922275-2-4
- El republicanismo español: raíces históricas y perspectivas de futuro, Ángeles Egido León, Mirta Núñez Díaz-Balart (eds.), prólogo de Nigel Townson, Madrid, Asociación Manuel Azaña: Biblioteca Nueva, 2001. ISBN 84-7030-910-2
- La gran represión. Los años de plomo del franquismo, Mirta Núñez Díaz-Balart (coord.), Barcelona, Flor del viento, 2009 ISBN 978-84-96495-37-1.

### Colaboraciones en obras colectivas
- "La memoria de los profesores depurados de la UCM", La destrucción de la ciencia en España: depuración universitaria en el franquismo / (coord.) por Luis Enrique Otero Carvajal, 2006, ISBN 84-7491-808-1, p. 7-13
- "Represión y terrorismo en el Estado franquista", España en guerra: protagonistas para un conflicto / (coord.) por José Manuel Chico Isidro, 2003, ISBN 84-9772-102-0, p. 71-86
- "La humanidad soñada: propaganda y realidad de las Brigadas Internacionales a través de sus publicaciones", Las Brigadas internacionales: el contexto internacional, los medios de propaganda, literatura y memorias, (coord.) por Manuel Requena Gallego, Rosa María Sepúlveda Losa, 2003, ISBN 84-8427-250-8, p. 73-90
- "Propaganda para la guerra, cenizas para la paz", Propaganda en Guerra, 2002, ISBN 84-95719-36-3, p. 51-70
- "'Mujeres caídas'. El problema de la prostitución en la posguerra desde la propaganda franquista", La comunicación social durante el franquismo, (coord.) por María Inmaculada Sánchez Alarcón, Juan Antonio García Galindo, Juan Francisco Gutiérrez Lozano, 2002, ISBN 84-7785-499-8, p. 221-230
- "El enemigo desaparecido: El combate ideológico contra el liberalismo en la propaganda carcelaria franquista", La revolución liberal, Congreso sobre la Revolución liberal española en su diversidad peninsular (e insular) y americana, Madrid, abril de 1999, (coord.) por Alberto Gil Novales, 2001, ISBN 84-7923-255-2, p. 697-708
- "La milicia republicana: del protagonismo iconográfico a la realidad", Estudios de la mujer en el ámbito de los países de habla inglesa, 2001, ISBN 84-699-468-3, p. 135-150
- La cárcel tras los muros: El trabajo de los presos en la España de Franco, El republicanismo español: raíces históricas y perspectivas de futuro, 2001, ISBN 84-7030-910-2, p. 143-174
- "Azaña y Casares: el diseño de una política de orden público", Azaña y los otros, (coord.) por Angeles Egido León, 2001, ISBN 84-7030-907-2, p. 89-102
- "Beneficencia bonapartista para la hambruna madrileña", Ciencia e independencia política, (coord.) por Alberto Gil Novales, 1996, ISBN 84-7923-095-9, p. 147-163
- "Ficción y realidad en 'Espoir, Sierra de Teruel'", Historia y cine: realidad, ficción y propaganda, (coord.) por Julio Montero Díaz, María Antonia Paz Rebollo, 1995, ISBN 84-89365-11-3, p. 159-168
- "La prensa de las Brigadas Internacionales", Comunicación, cultura y política durante la II República y la Guerra Civil: II Encuentro de Historia de la Prensa (coord.) por Manuel Tuñón de Lara, v. 2, 1990, ISBN 84-7585-270-X, p. 405-426

## Algunos artículos
- "El dolor como terapia. La médula común de los campos de concentración nazis y franquistas", Ayer, ISSN 1134-2277, n.º 57, 2005, p. 81-102
- "El dolor como terapia: la médula común de los campos de concentración nazis y franquistas", La musa digital, ISSN 1579-2803, n.º 6, 2004, (Ejemplar dedicado a: El exilio de Europa Central y Oriental)
- "Tríptico de mujeres. De la mujer comprometida a la marginal", Historia del presente, ISSN 1579-8135, n.º 4, 2004, p. 47-60
- "La represión antirrepublicana: la memoria dispersa, la huella borrada", Cuadernos republicanos, ISSN 1131-7744, n.º 54, 2004 (ejemplar dedicado a: Los grandes olvidados. Los republicanos de izquierda en el exilio), p. 229-251
- "Un cuadrilátero para el combate político: la prensa de las Brigadas internacionales", Ayer, ISSN 1134-2277, n.º 56, 2004, p. 121-142
- "La infancia 'redimida': el último eslabón del sistema penitenciario franquista", Historia y comunicación social, ISSN 1137-0734, n.º 6, 2001 (ejemplar dedicado a: La guerra civil y los medios de comunicación) p. 137-148
- "Casares, la demonización de un político", Cuadernos republicanos, ISSN 1131-7744, n.º 40, 1999, p. 47-66
- "Propaganda oficial para adornar el mundo carcelario en la posguerra", Historia y comunicación social, ISSN 1137-0734, n.º 4, 1999 (Ejemplar dedicado a: Propaganda), p. 135-144
- "El ojo del huracán: Las sociedades regionales en el vértice de un conflicto Hispano-Cubano", Historia y comunicación social, ISSN 1137-0734, n.º 3, 1998 (ejemplar dedicado a: La guerra del 98 y los medios de comunicación), p. 127-142
- "Miguel de Unamuno: contra la monarquía y la dictadura", Cuadernos republicanos, ISSN 1131-7744, n.º 32, 1997, p. 41-44
- "El ojo de la aguja: El carnet de periodista, el último filtro de la depuración profesional en la inmediata posguerra", Historia y comunicación social, ISSN 1137-0734, n.º 2, 1997 (Ejemplar dedicado a: Cine y comunicación social), p. 205-210
- "Una aproximación al anticlericalismo decimonónico", Historia y comunicación social, ISSN 1137-0734, n.º 1, 1996, p. 63-74
- "Las Trece Rosas: nuevas revelaciones sobre su ejecución", Historia 16, ISSN 0210-6353, n.º 205, 1993, p. 21-25

### Artículos en colaboración
- Con Antonio Rojas Friend, "Víctimas del franquismo en Madrid: los fusilamientos en el cementerio del Este (1939-1945)", El régimen de Franco, 1936-1975: política y relaciones exteriores, (coord.) por Javier Tusell Gómez, v. 1, 1993, ISBN 84-600-8464-7, p. 283-290